# Sermérieu
Sermérieu település Franciaországban, Isère megyében. Lakosainak száma 1642 fő (2022. január 1.). Sermérieu Saint-Chef, Salagnon, Soleymieu, Vézeronce-Curtin, Vignieu és Arandon-Passins községekkel határos.

## Népesség
A település népessége az elmúlt években az alábbi módon változott:
| Lakosok száma | 639  | 756  | 935  | 1425 | 1542 | 1640 | 1668 | 1659 | 1654 | 1642 |
|               | 1968 | 1982 | 1990 | 2006 | 2013 | 2015 | 2017 | 2019 | 2020 | 2022 |